# Christian Ingrao

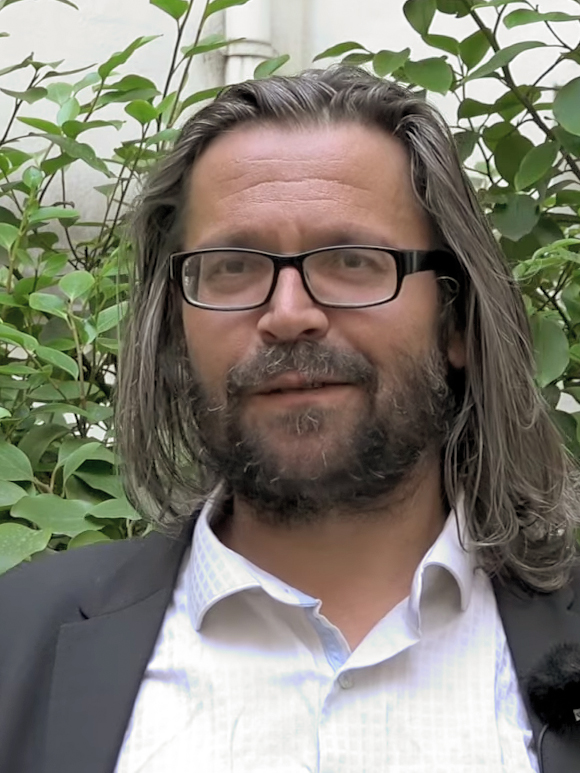
Christian Ingrao (2018)

Christian Ingrao (* 13. Juni 1970 in Clermont-Ferrand) ist ein belgischer Historiker, der in Frankreich arbeitet.

## Leben
Ingrao besuchte in Clermont-Ferrand die Schule und begann dort an der Université Blaise Pascal ein Geschichtsstudium. Er setzte das Studium an Université de Paris IV Sorbonne und an der Université de Picardie in Amiens fort und promovierte 2001. Forschungsaufenthalte führten ihn an das Hamburger Institut für Sozialforschung und an die Université Catholique de l’Ouest in Angers. Ingrao lehrt am Sciences Po in Paris. Er ist seit 2008 Direktor am Institut d’Histoire du Temps Present des Centre national de la recherche scientifique (CNRS).
Ingrao hat verschiedene Untersuchungen zum Ersten Weltkrieg und zur Zeit des Nationalsozialismus vorgelegt.

## Schriften (Auswahl)
- La violence de guerre 1914–1918. Approche comparée des deux conflits mondiaux, Bruxelles 2002
- Conquérir, aménager, exterminer, Paris : Éditions de l’École des Hautes Études en Sciences Sociales, 2003
- Les chasseurs noirs. La brigade Dirlewanger, Paris 2006. 3. Auflage, Éditions Perrin, Paris 2009, ISBN 978-2-262-03067-4
- Croire et détruire. Les intellectuels dans la machine de guerre SS, Paris 2010, ISBN 978-2-286-06980-3
  - Hitlers Elite. Die Wegbereiter des nationalsozialistischen Massenmordes. Übers. Enrico Heinemann & Ursel Schäfer. Propyläen, Berlin 2012, ISBN 978-3-549-07420-6; BpB, Bonn am Rhein 2012, ISBN 978-3-8389-0257-9
- Le Nazisme et la guerre, Éditions Le clou dans le fer, Reims 2011
- La Promesse de l’Est. Espérance nazie et génocide 1939–1943, Editions du Seuil, Paris 2016, ISBN 978-2-02-133296-4
- (mit Johann Chapoutot und Nicolas Patin), Le monde nazi, 1919 – 1945, Paris, Tallandier, 2024 ISBN 979-1021045804.